# Jupiter Awards
Les Jupiter Awards sont des prix annuels décernés depuis 1978 pour récompenser le talent et la réussite dans le cinéma et à la télévision en Allemagne.
Il s'agit de l'une des plus hautes récompenses du public en Allemagne pour le cinéma et la télévision décernées chaque année, depuis plus de quatre décennies, dans onze catégories.
Parmi les lauréats, dans les catégories « Meilleur acteur » et « Meilleure actrice », on trouve notamment Jack Nicholson, Uma Thurman, Michael J. Fox, Keira Knightley, Matt Damon, Hilary Swank, Eva Green, Jamie Lee Curtis et Jodie Foster.

## Catégories de récompense
- Prix Jupiter (Jupiter Award)
- Meilleur film international (Best International Film)
- Meilleure actrice internationale (Best International Actress)
- Meilleur acteur international (Best International Actor)
- Meilleur film allemand (Best German Film)
- Meilleure actrice allemande (Best German Actress)
- Meilleur acteur allemand (Best German Actor)

## Palmarès

### Jupiter Awards 1978
- Meilleur acteur international : Christopher Reeve pour le rôle de Superman et Clark Kent dans Superman

### Jupiter Awards 1979
- Meilleure actrice internationale : Sigourney Weaver pour le rôle du lieutenant Ellen Louise Ripley dans Alien, le huitième passager (Alien)

### Jupiter Awards 1981

#### Meilleur film international
- Les Aventuriers de l'arche perdue (Raiders of the Lost Ark)

#### Meilleur acteur international
- Harrison Ford pour le rôle de Indiana Jones dans Les Aventuriers de l'arche perdue (Raiders of the Lost Ark)

#### Meilleure actrice internationale
- Brooke Shields pour le rôle de Emmeline Lestrange dans Le Lagon bleu (The Blue Lagoon)

### Jupiter Awards 1983

#### Meilleur acteur international
- Sylvester Stallone pour le rôle de John Rambo dans Rambo

### Jupiter Awards 1984

#### Meilleur film international
- Indiana Jones et le Temple maudit (Indiana Jones and the Temple of Doom) •  États-Unis
  - Rambo (First Blood) – Ted Kotcheff •  États-Unis

#### Meilleur acteur international
- Harrison Ford pour le rôle du docteur Indiana Jones dans Indiana Jones et le Temple maudit (Indiana Jones and the Temple of Doom)
  - Sylvester Stallone pour le rôle de John Rambo dans Rambo (First Blood)

### Jupiter Awards 1985

#### Meilleur film international
- Dune – David Lynch •  États-Unis  Mexique

#### Meilleure actrice internationale
- Daryl Hannah pour le rôle de Madison dans Splash

### Jupiter Awards 1986

#### Meilleur film international
- Rambo 2 : La Mission (Rambo: First Blood Part II) – George P. Cosmatos •  États-Unis

#### Meilleur acteur international
- Sylvester Stallone pour le rôle de John Rambo dans Rambo 2 : La Mission (Rambo: First Blood Part II)

### Jupiter Awards 1987

#### Meilleur film international
- Top Gun de Tony Scott •  États-Unis

#### Meilleur acteur international
- Tom Cruise pour le rôle du lieutenant Peter Mitchell, alias « Maverick » dans Top Gun

#### Meilleure actrice internationale
- Kelly McGillis pour le rôle de Charlotte Blackwood, alias « Charlie » dans Top Gun
- Kim Basinger pour le rôle de Elizabeth McGraw dans 9 Semaines ½ (Nine ½ Weeks)

### Jupiter Awards 1989

#### Meilleur film international
- Qui veut la peau de Roger Rabbit ? (Who Framed Roger Rabbit) – Robert Zemeckis •  États-Unis
  - Rambo 3 (Rambo III) – Peter MacDonald •  États-Unis

#### Meilleur acteur international
- Sean Connery pour le rôle du Pr Henry Jones, Sr. dans Indiana Jones et la Dernière Croisade (Indiana Jones and the Last Crusade)
  - Sylvester Stallone pour le rôle de Rambo dans Rambo 3 (Rambo III)

### Jupiter Awards 1991

#### Meilleur film international
- Le Cercle des poètes disparus (Dead Poets Society) – Peter Weir •  États-Unis

#### Meilleur acteur international
- Robin Williams pour le rôle de John Keating, professeur de lettres dans Le Cercle des poètes disparus (Dead Poets Society)

#### Meilleure actrice internationale
- Julia Roberts pour le rôle de Vivian « Viv » Ward dans Pretty Woman

### Jupiter Awards 1994

#### Meilleur film international
- Jurassic Park – Steven Spielberg •  États-Unis

#### Meilleur réalisateur international
- Steven Spielberg pour Jurassic Park

### Jupiter Awards 1997

#### Meilleur film international
- Independence Day – Roland Emmerich •  États-Unis

#### Meilleur réalisateur international
- Roland Emmerich pour Independence Day

### Jupiter Awards 1998

#### Meilleur film international
- Volte-face (Face/Off) – John Woo

#### Meilleur réalisateur international
- John Woo pour Volte-face (Face/Off)

#### Meilleur acteur international
- Nicolas Cage pour le rôle de Cameron Poe, ex-Ranger dans Les Ailes de l'enfer (Con Air)
- Nicolas Cage pour le rôle de Castor Troy dans Volte-face (Face/Off)

### Jupiter Awards 2002

#### Meilleur acteur international
- Tom Hanks pour le rôle de Chuck Noland dans Seul au monde (Cast Away)

#### Meilleure actrice internationale
- Julia Roberts pour le rôle de Samantha « Sam » Barzel dans Le Mexicain (The Mexican)

### Jupiter Awards 2004
- Meilleur acteur international : Johnny Depp pour le rôle du capitaine Jack Sparrow dans Pirates des Caraïbes : La Malédiction du Black Pearl (Pirates of the Caribbean: The Curse of the Black Pearl)

### Jupiter Awards 2005

#### Meilleur acteur international
- Nicolas Cage pour le rôle de Benjamin Gates dans Benjamin Gates et le Trésor des Templiers (National Treasure)
- Tom Hanks pour le rôle de Viktor Navorski dans Le Terminal (The Terminal)

### Jupiter Awards 2006

#### Meilleur acteur allemand
- Benno Fürmann pour le rôle de Nikolaus Sprink dans Joyeux Noël

#### Meilleure actrice internationale
- Jodie Foster pour le rôle de Kyle Pratt dans Flight Plan (Flightplan)

### Jupiter Awards 2007

#### Meilleur film allemand
- Le Parfum, histoire d'un meurtrier (Das Parfum : Die Geschichte eines Mörders)

#### Meilleur réalisateur allemand
- Tom Tykwer pour Le Parfum, histoire d'un meurtrier (Das Parfum : Die Geschichte eines Mörders)

#### Meilleur acteur international
- Johnny Depp pour le rôle du capitaine Jack Sparrow dans Pirates des Caraïbes : Le Secret du coffre maudit (Pirates of the Caribbean : Dead Man's Chest)

### Jupiter Awards 2008
- Meilleur acteur international : Johnny Depp pour le rôle du capitaine Jack Sparrow dans Pirates des Caraïbes : Jusqu'au bout du monde (Pirates of the Caribbean: At World's End)

### Jupiter Awards 2012

#### Meilleur acteur international
- Johnny Depp pour le rôle du capitaine Jack Sparrow dans Pirates des Caraïbes : La Fontaine de Jouvence (Pirates of the Caribbean: On Stranger Tides)
- Harrison Ford pour le rôle du colonel Woodrow Dolarhyde dans Cowboys et Envahisseurs (Cowboys and Aliens)

#### Meilleure actrice internationale
- Penélope Cruz pour le rôle de Angelica Teach dans Pirates des Caraïbes : La Fontaine de Jouvence (Pirates of the Caribbean: On Stranger Tides)
- Blake Lively pour le rôle de Carol Ferris dans Green Lantern

### Jupiter Awards 2014

#### Meilleur film international
- Red 2
- Man of Steel

#### Meilleur acteur international
- Michael Shannon pour le rôle du Général Zod dans Man of Steel

#### Meilleure actrice internationale
- Amy Adams pour le rôle de Lois Lane dans Man of Steel

### Jupiter Awards 2015

#### Meilleur film international
- X-Men: Days of Future Past •  États-Unis

#### Meilleure actrice internationale
- Scarlett Johansson pour le rôle de Lucy Miller dans Lucy[1]
- Jennifer Lawrence pour le rôle de Raven / Mystique dans X-Men: Days of Future Past

### Jupiter Awards 2016

#### Meilleur film international
- Jurassic World •  États-Unis
- Mission impossible : Rogue Nation (Mission: Impossible – Rogue Nation) •  États-Unis  Chine

### Jupiter Awards 2017

#### Meilleur film international
- Independence Day: Resurgence
  - Batman v Superman : L'Aube de la justice
  - Les Sept Mercenaires
  - Suicide Squad
  - X-Men: Apocalypse

#### Meilleure actrice internationale
- Mila Kunis (Bad Moms)

#### Meilleur acteur international
- Denzel Washington pour le rôle de Chisolm dans Les Sept Mercenaires (The Magnificent Seven)
  - Sylvester Stallone pour le rôle de Rocky Balboa dans Creed : L'Héritage de Rocky Balboa (Creed)
  - Jared Leto pour le rôle du Joker dans Suicide Squad

#### Meilleur film allemand
- Willkommen bei den Hartmanns

#### Meilleure actrice allemande
- Mina Tander (Seitenwechsel)

#### Meilleur acteur allemand
- Jannis Niewöhner (Vert émeraude)

#### Meilleur téléfilm allemand
- Winnetou – Der Mythos lebt

#### Meilleure actrice allemande de télévision
- Sonja Gerhardt (Ku'damm 56)

#### Meilleur acteur allemand de télévision
- Bastian Pastewka (Morgen hör ich auf)

#### Meilleure série télévisée allemande
- Club der roten Bänder

#### Meilleure série télévisée internationale
- Les Simpson

#### Jupiter d'honneur pour l'ensemble de sa carrière
- Senta Berger

### Jupiter Awards 2022

#### Meilleure actrice internationale
- Gal Gadot pour le rôle de Diana Prince / Wonder Woman dans Wonder Woman 1984